# ناچنسواویتسه
ناچنسواویتسه (به لاتین: Naczęsławice) یک روستا در لهستان است که در گمینا پاوووویچکی واقع شده‌است. ناچنسواویتسه ۵۱۵ نفر جمعیت دارد.